# 格拉默 (印地安納州)
格拉默（英語：Grammer）是位於美國印地安納州巴塞洛繆縣的一個非建制地區。該地的面積和人口皆未知。

## 地理
格拉默的座標為39°09′10″N 85°43′30″W / 39.15278°N 85.72500°W，而該地的平均海拔高度為221米（即725英尺）。